# بلی اوسام
بلی اوسام (به لاتین: Beli Osam) یک منطقهٔ مسکونی در بلغارستان است که در شهرستان ترویان واقع شده‌است.